# 异舌穴蟾
异舌穴蟾（学名：Rhinophrynus dorsalis）是两栖纲无尾目异舌穴蟾科下现存的唯一物种，分布在德克萨斯州南部、危地马拉、洪都拉斯、萨尔瓦多、尼加拉瓜、哥斯达黎加等地。
异舌穴蟾科原先分布广泛，有些物种的栖息范围向北可以到达加拿大，但已在渐新世灭绝。
异舌穴蟾体长约8厘米，身上遍布红点，背上则有一红色条纹。与其他蛙类相比它们的一个特殊之处是，它们会直接将舌头射出而非翻卷而出。它们长年生活在地下，只有在暴雨过后才会钻出土壤并在水中产卵。另外，当它们鸣叫或收到危险信号时，身体会膨胀成近似球状。
从演化的角度看，异舌穴蟾是两栖动物中独一无二的，它们已经经过了1.9亿年的独立演化，“狐蝠、北极熊、虎鲸、袋鼠以及人类相互之间，都比异舌穴蟾与其他两栖动物之间来的更为相近”。